# Bini and Martini
Bini and Martini, typographié Bini & Martini, sont un duo italien composé des DJ et producteurs Gianni Bini et Paolo Martini. Ils sont aussi connus sous les pseudonymes Eclipse (avec notamment le titre Makes Me Love You en 1999, reprise de Thinking of You des Sister Sledge), The Groovelines (single Got to Dance Disco en 1998), House of Glass (album Playin' With My Mind en 1998), Power Flower, Subsystem ou encore The Goodfellas.

## Histoire
Paolo Martini devient DJ professionnel en 1985 dans la région de Venise et commence à produire de la musique en 1992 pour un certain nombre de projets publiés par le label Underground Music Movement (UMM). Il a également animé un programme télévisé à la télévision italienne en 1992. Gianni Bini commence à produire en 1990 et, l'année suivante, il forme une équipe de production appelée Fathers of Sound avec Fulvio Perniola.
Bini et Martini se rencontrent à l'UMM en 1996 et commencent à produire des morceaux sous le nom de House Of Glass, fondant également le label Ocean Trax. Nombre de leurs titres sont publiés par le label britannique Azuli Records. Leur titre le plus connu est Makes Me Love You, une reprise de Thinking of You des Sister Sledge, sorti sous le nom d'Eclipse, qui atteint la 25e place du UK Singles Chart en 1999. En 2019, le duo se réunit pour sortir l'EP Eyecode.

## Discographie

### Bini and Martini
- 1998 : Dancing avec You (avec Romina Johnson)
- 2000 : Happiness (avec Melonie Daniels, Schon-Jomel Crawford et Eric Kupper)
- 2002 : Say Yes  (avec Su Su Bobien)
- 2004 : Dance (Disco Heat) (avec Memi P.)
- 2006 : Stop
- 2007 : Low Frequencies (avec Lorenzo Giannechinni)
- 2008 : Baby Bumps EP

### House of Glass
- 1996 : Take Me Over (avec Fulvio Perniola et Judy Albanese)
- 1996 : Love's Here At Last (avec Judy Albanese)
- 1998 : Playin' avec My Mind (avec Pepper Mashay)
- 2000 : Disco Down (avec Giorgio Giordano et Pepper Mashay)
- 2003 : Freakin' (avec Deanna Della Cioppa)
- 2007 : Stone Fox Chase
- 2008 : Disco Down 2008 (avec Giorgio Giordano et Pepper Mashay)

### Eclipse
- 1999 : Makes Me Love You (reprise de Thinking of You des Sister Sledge)
- 2002 : The Music (avec Deanna Della Cioppa)
- 2003 : Take Me Down (6 Underground)  (avec Deanna Della Cioppa, reprise de 6 Underground des Sneaker Pimps)
- 2004 : For Your Love (avec Michelle Weeks)

### The Groovelines
- 1998 : Got to Dance Disco (avec Fulvio Perniola et Weston Foster)
- 2000 : Tonite (avec Weston Foster)
- 2004 : Look Ahead
- 2006 : Every Woman

### Power Flower
- 2000 : Power Flower EP (avec DFC Team)
- 2001 : Power Flower EP Vol. 2

### The Goodfellas
- 2000 : Soul Heaven (avec Pasta Boys et Lisa Millet)
- 2001 : All Night (avec Pasta Boys et Deanna Della Cioppa)

### Subsystem
- 1998 : Right Back to Love (1998) (avec Neri and Baroni et Pepper Mashay)
- 2000 : The Best Of Me (avec Neri & Baroni et Lisa Millet)